# エンジェル島収容所

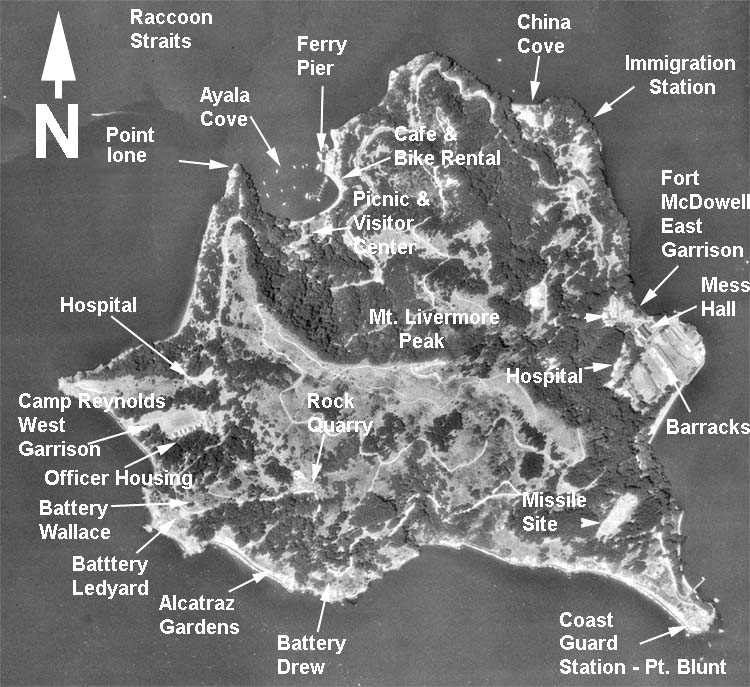
エンジェル島の地図

エンジェル島収容所（エンジェルとうしゅうようしょ、Internment of Angel Island）は、19世紀後半から第二次世界大戦までアメリカ合衆国カリフォルニア州のエンジェル島（Angel Island）におかれた収容施設。サンフランシスコ湾に浮かぶ3.1km2のエンジェル島は、南北戦争中に軍事拠点となり、以後、軍事基地（キャンプ・レイノルズ）、公衆衛生局検疫所、および移民局と拘留施設が設置された。島の北東におかれた収容施設は、1882年の中国人排斥法以降、主に中国や日本などアジアから来た約100万人の移民を拘留し尋問する場所となった。
第二次世界大戦中は日本やドイツの捕虜が収容された。沖縄戦も含め、太平洋戦線で捕らえられた捕虜の一部はゴールデンゲートブリッジを通過し、いったんここに収容され、さらに内陸部の収容所に移送された。南側には要塞と刑務所で名高いアルカトラズ島がある。現在は両島とも含めゴールデンゲート国立保養地 (GGNRA) に指定され、公開されている。またエンジェル・アイランド州立公園に指定され整備されている。
このページでは、特に第二次大戦中のエンジェル島収容所について扱う。

## 歴史
約1万年前、最終氷河期の終わりによる海面上昇によってエンジェル島は陸地から遮断され島となった。約2000年前から、島は海岸ミーウォク系アメリカ先住民の釣りと狩猟の場所であり、その定住跡がティブロン半島で見つかっている。1775年、スペイン海軍の艦艇サンカルロスが、フアンデ・アヤラの指揮下でサンフランシスコ湾に入港し、エンジェル島に停泊した。島の入り江、アヤラ・コーブの名前はこれに由来する。
1863年、南北戦争中、米軍は南軍がサンフランシスコを攻撃することを懸念し、島に砲台を建設した。陸軍は島の東部に基地を設立し、「キャンプ・レイノルズ」（またはウェスト・ギャリソン）と名付けられた。南北戦争後は、西部のアメリカ先住民の討伐を目的としたインディアン戦争の駐屯地となった。
19世紀後半、米陸軍は島全体を「フォート・マクダウェル」と指定し、西側と太平洋側に展開する部隊のトランジット拠点として機能した。1891年に北東のアヤラコーブに検疫所が開設され、隔離病棟施設では腺ペストの疑いがあるとみなした中国系をはじめとしたアジア系の住民を収容し隔離する政策をとった。
さらに1910年から1940年まで北西側のチャイナ・コーブに移民局が開設され、「西のエリス島」と呼ばれ、主に太平洋を航海した中国人、日本人、その他のアジア人移民の検査と検疫、そして拘留のために使用された。1882年の中国人排斥法から継続し、約100万人の中国系移民が収容された。劣悪な環境の中で1940年8月に管理棟が全焼し、移民局は本土に移され、エンジェル島の移民局は閉鎖。1943年、議会は太平洋戦争の同盟国となった中国を配慮して中国人排斥法を廃止した。
1941年の真珠湾攻撃と第二次世界大戦への参入は、太平洋側の軍事施設の重要性を一気に増大させ、エンジェル島のフォート・マクダウェル基地は太平洋戦線への出発地点として戦争中約30万人の兵士を送りだした。火事で閉鎖された移民局の施設群は基地の食堂や兵舎などとして追加され、マクダウェルのノース・ギャリソンとよばれた。このノース・ギャリソンのなかに、第五列とみなされたハワイの日系、ドイツ系、イタリア系移民を拘留する収容所がつくられた、こうした抑留者は後に内陸にある司法省と陸軍のキャンプ施設に移送された。
その後、入れ替わるように日本とドイツの捕虜が送り込まれた。また1942年5月15日に陸軍省は極秘裏の捕虜審問センターの開設を決定し、その二カ所のうちの一つはエンジェル島から南東約70km南東のトレイシーにあった。
1947年には陸軍基地が撤退し、1954年から再び陸軍工兵隊によってナイキ・アジャックスのミサイルサイトと通信施設が建設されたが、1962年にこれも撤去された。ミサイル発射台跡が南東の角にあるポイントブラントに残っている。
1970年、収容施設の取り壊しの直前、カリフォルニア州立公園のレンジャー、アレクサンダー・ワイスが兵舎の壁に書かれた中国語の詩を発見し、施設の保存を求める声が高まる。1976年も州議会の予算を受け抑留兵舎を修復し博物館とする計画がスタートし、1983年に完成した。

## エンジェル島移民局
1905年、チャイナコーブに移民局が建設され、1910年から1940年まで運営された。特に太平洋側から米国に入国する移民を管理、尋問、拘留するための施設であった。1870年代、景気後退で深刻な失業問題は、低賃金で働くアジア系移民に対する差別的反感に拍車をかけた。1882年に中国系移民を対象とした中国人排斥法が可決され、最終的に1924年の移民法に統合され、アジア系移民を大きく制限するものとなった。エンジェル島移民局の移民は84か国から到着し、なかでは中国系移民が最大のグループであったが、次に日系移民が続き、1915年には日系移民が中国系移民を上回った。
また太平洋側からの移民の中には、ドイツ、オーストリア、ポーランド、ハンガリー、チェコスロバキアでナチスの支配から逃れた数百人のユダヤ人がいた。サン・ブルーノの公文書館に残されているエンジェル島の移民記録では、1939年から40年にかけて約500人のユダヤ人が日本や中国から出港しサンフランシスコに到着したことを示している。主なルートとしてはラトビア・リトアニアからモスクワへ、そしてシベリア鉄道でウラジオストク、そこから敦賀港を経て神戸や横浜に、さらに太平洋を横断してエンジェル島に到着する。あるユダヤ人家族は、楽洋丸で太平洋を横断し、エンジェル島に9日間収容されたのちに自由の身となった。ベルリンを出発してから2ヶ月近くかかったことになる。

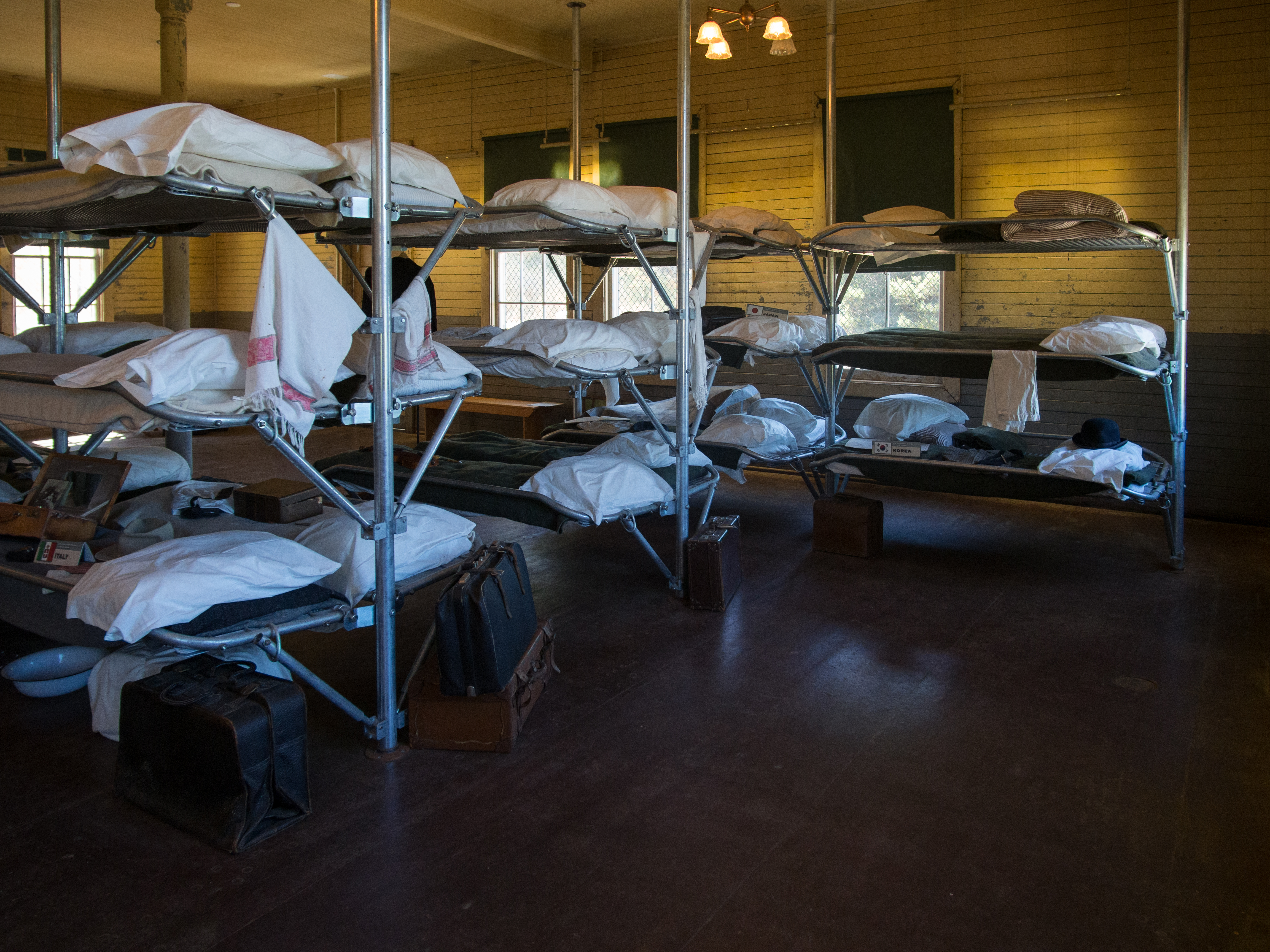
現在、旧収容施設は博物館として一般展示されている。

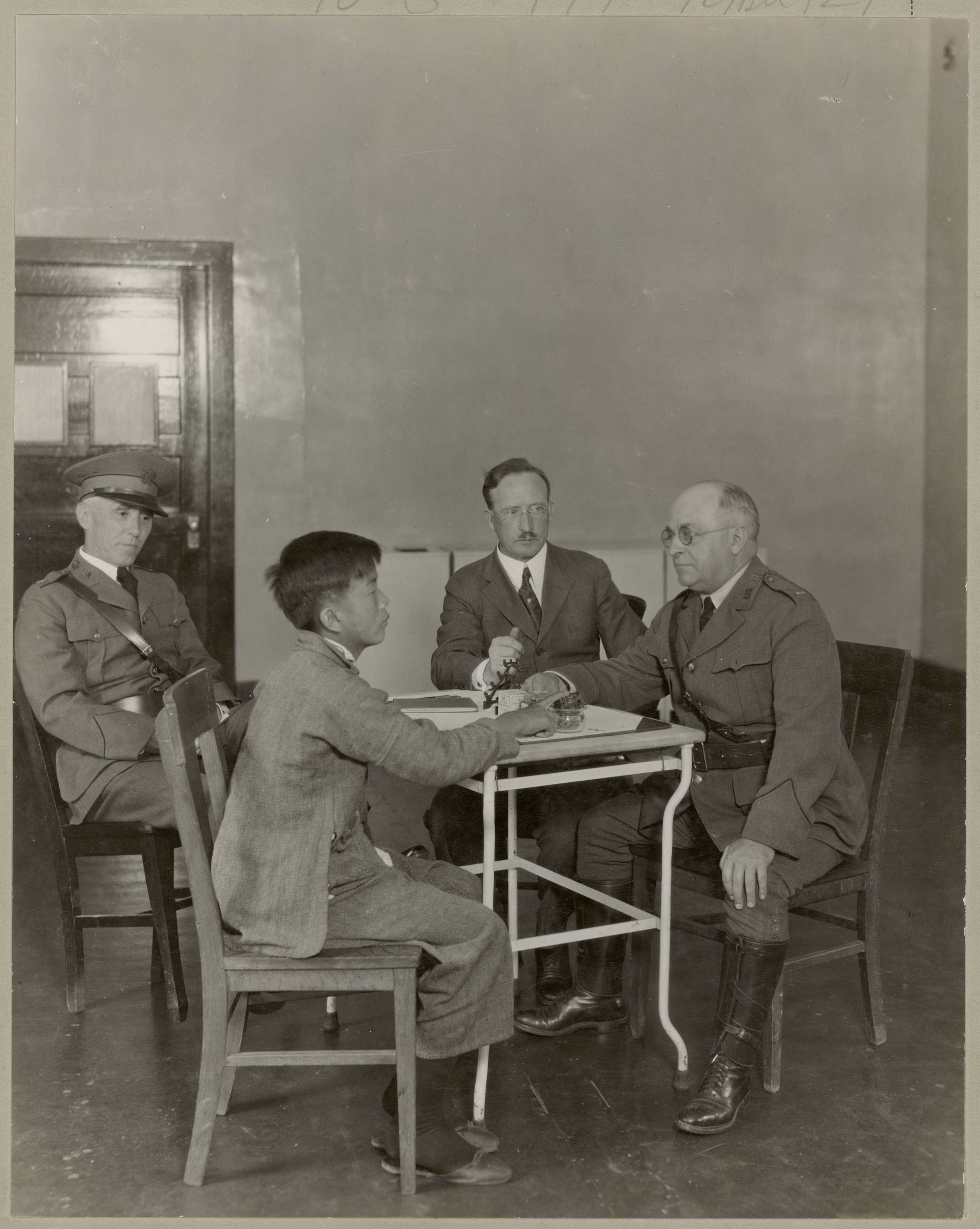
移民局での審査（1923年）

## 強制収容所
1940年の火事で閉鎖されたチャイナ・コーブの移民局の敷地は、第二次世界大戦から米陸軍フォート・マクダウェル基地の捕虜プロセシング・センターとして使用されるようになる。真珠湾攻撃後、大統領令9066号によって、ハワイと米国大陸からの日本人移民、およびドイツとイタリアからの移民の一部は、米国司法省によってエンジェル島に一時的に抑留され、その後、内陸の西半分に位置するトゥール湖、マンザナー、トパーズなどの戦争移住局（WRA）の移住センターに強制収容された。（日系人の強制収容）
また、FBI と司法省はさらに17,000人の日系アメリカ人と日系中南米出身のアメリカ人を「敵性外国人」(enemy aliens) の疑いで捜査し、1942年2月以降、主にハワイから約600人、西海岸から90人近くの日系アメリカ人が、エンジェル島に抑留された。彼らはここで数週間を経由し、ニューメキシコ州のロードスバーグとサンタフェ、モンタナ州のミズーラ、テキサス州のクリスタル・シティなどの捕虜収容所に転々と移送されていった。エンジェル・アイランド移民局財団とグラント・ディン (Grant Din) は、歴史に埋もれたエンジェル島における日系人収容の実態を研究し、オーラル・ヒストリーを記録し続けている。

## 捕虜収容所
太平洋戦線で捕虜となりアメリカ本土に連れてこられた5,000人を超える日本人捕虜がまず向かったのはエンジェル島だった。フォート・マクダウェルのなかにある四階建ての兵舎には三段ベッドがずらりとならび、医療体制も整い、食事メニューも豊かで、常時500名の捕虜を収容することができた。血みどろと玉砕の戦場から遠く離れ、サンフランシスコの街並みとゴールデン・ゲート・ブリッジをくぐりぬけてやってきた捕虜ひとりひとりに、尋問官が時間をかけてむきあい、尋問官が尋問にことさら暴力を使う必要はなかった。ここで重要情報を持っている捕虜かどうか捕虜の情報的価値を品定めされ、選ばれた捕虜は、そこから70kmほど離れたトレイシーの捕虜尋問所におくられた。選別に漏れた捕虜は、ウィスコンシン州のフォート・マッコイやルイジアナ州キャンプ・リビングストンなど、本土9カ所の他の捕虜収容施設に移送された。そうした収容施設は米軍基地内にあるため、捕虜は米軍の食事や医療に準ずる対応をうけ、例えばフォート・マッコイでの捕虜収容所では収容所は被収容者の自治に任され、映画鑑賞や日本式の浴場まで完備されていた。

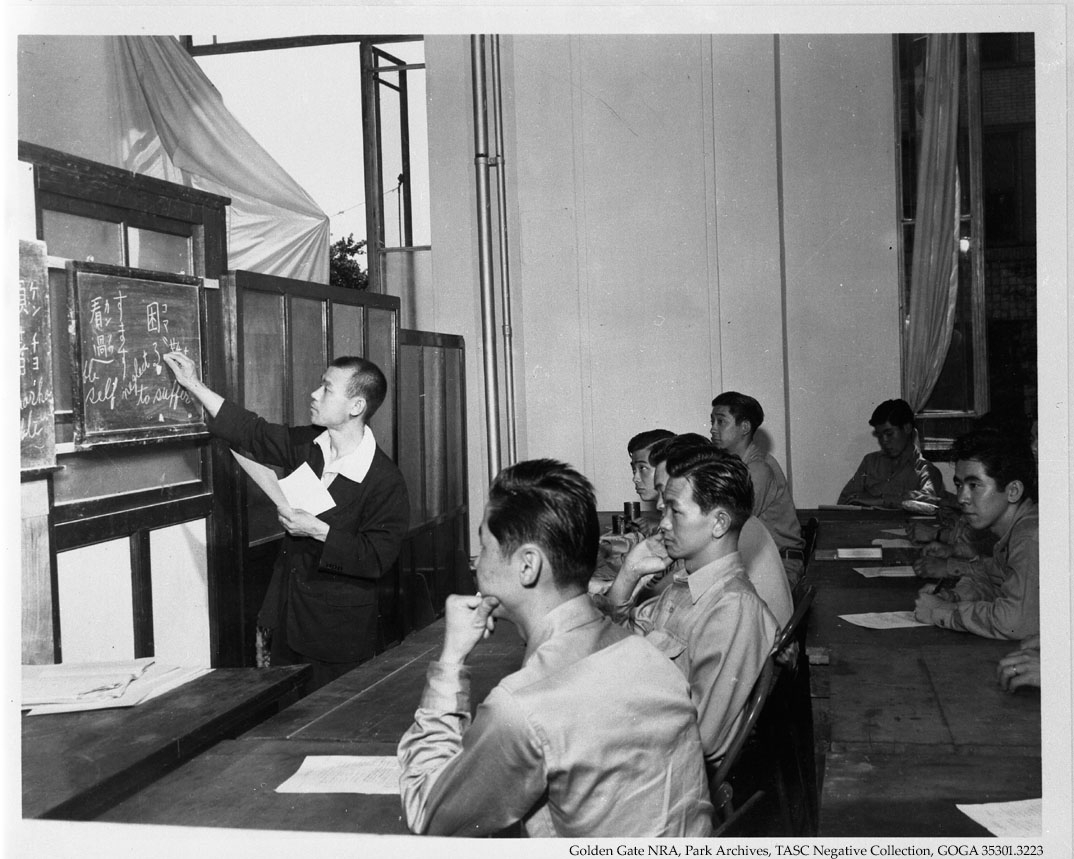
MIS 語学学校の初年度（1942年）

こうした捕虜の尋問と通訳や翻訳にあたったのは、米軍が養成した語学将校と日系人強制収容所から入隊した二世らを含む語学兵であった。1941年6月、海軍は秘密裡にカリフォルニア・バークレー校とハーバード大学に海軍日本語学校を開設し、一方、陸軍は1941年11月にゴールデン・ゲート・ブリッジ南側のプレシディオにあるクリッシー陸軍飛行場内にMIS語学学校を設立した。エンジェル島から7kmも離れていない場所である。また、海軍日本語学校の学生が日本に滞在経験のある大学卒の白人が主流であったのに対し、陸軍の MIS は日系二世の入学を積極的に受け入れ、初年度の学生60人のうち、58名が日系アメリカ人青年であった。
オレンジ郡に住んでいた沖縄県系二世のピーター・オオタはコロラド州の日系人強制収容所からアメリカ軍に入隊し、語学兵としての研修を受けた。配属された先は、太平洋戦線ではなくエンジェル島であった。そこで彼は数十名の沖縄人少年兵が捕虜として連れてこられているのに驚く。沖縄戦で捕虜となって屋嘉捕虜収容所に送られた者の内、学徒兵を含めた沖縄出身の兵士は多くハワイのホノウリウリ収容所に送られ、そこでフィラリア検査の後、一中通信隊の安里祥徳や神谷依信は「ボーイ」組とよばれ、ハワイからシアトルへ、そこから列車移動してエンジェル島に収容された。エンジェル島でウィスコンシン州フォート・マッコイ収容所から移送された沖縄人捕虜と合流し、沖縄に再び送還されたという。沖縄戦の後方で米軍は着々と米軍基地を建設していくが、沖縄戦の兵站や基地建設の労働力として不向きと思われる少年兵たちは、沖縄の捕虜収容所からハワイ、アメリカ本土、というように収容所を転々と移送され、また沖縄に送還された。

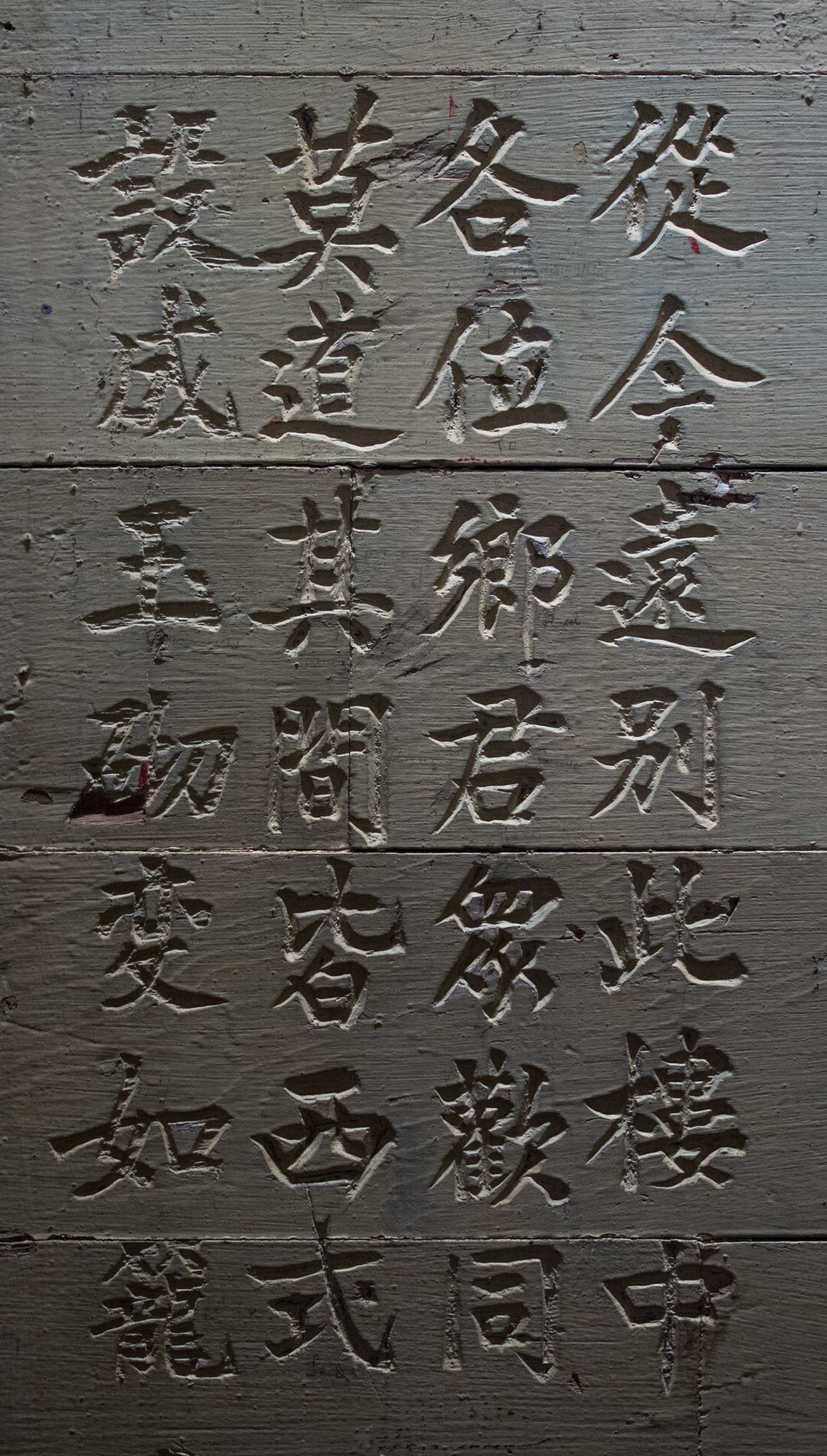
エンジェル島収容施設の壁に書かれた漢詩。

## 壁に書かれた声

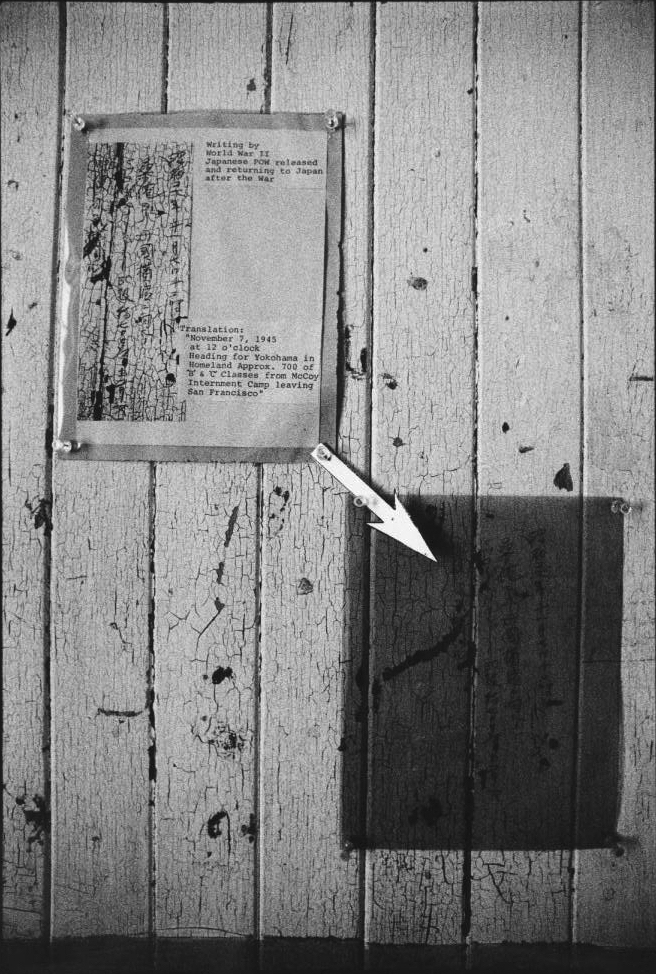
キャンプ・マッコイからエンジェル島を経由し日本に帰還する捕虜が書いたと思われるエンジェル島収容所の壁の書き込み。

1970年、エンジェル島の収容施設取り壊しが目前にせまったころ、一人のパークレンジャーが旧収容施設を探索中に収容者によって壁に刻まれた多数の書き込みを発見し、地元サンフランシスコのアジア系アメリカ人の団体に連絡した。このことがきっかけで抑留兵舎などの施設保存への動きが始まった。この1970年、エンジェル島はカリフォルニア歴史的建造物として登録され、エンジェルアイランド移民局財団 (AIISF) が設立される。
収容所の兵舎の壁は、中に閉じ込められた人々の声となった。2003年の調査では、200を超える詩が確認された。入国管理局の職員が「落書き」を消すために使用したパテの下にも多くの言葉が埋まっている可能性が指摘されている。1階部分には移民局時代の中国系移民による書き込みが多く、また2階部分には捕虜収容施設になってからの日本語による書き込み（62か所）や英語による書き込み（89か所）も確認されている。これは、後に収容された日本人捕虜が、中国系移民の残した漢文の書き込みに触発され、自分達も言葉を残したものと考えられている。

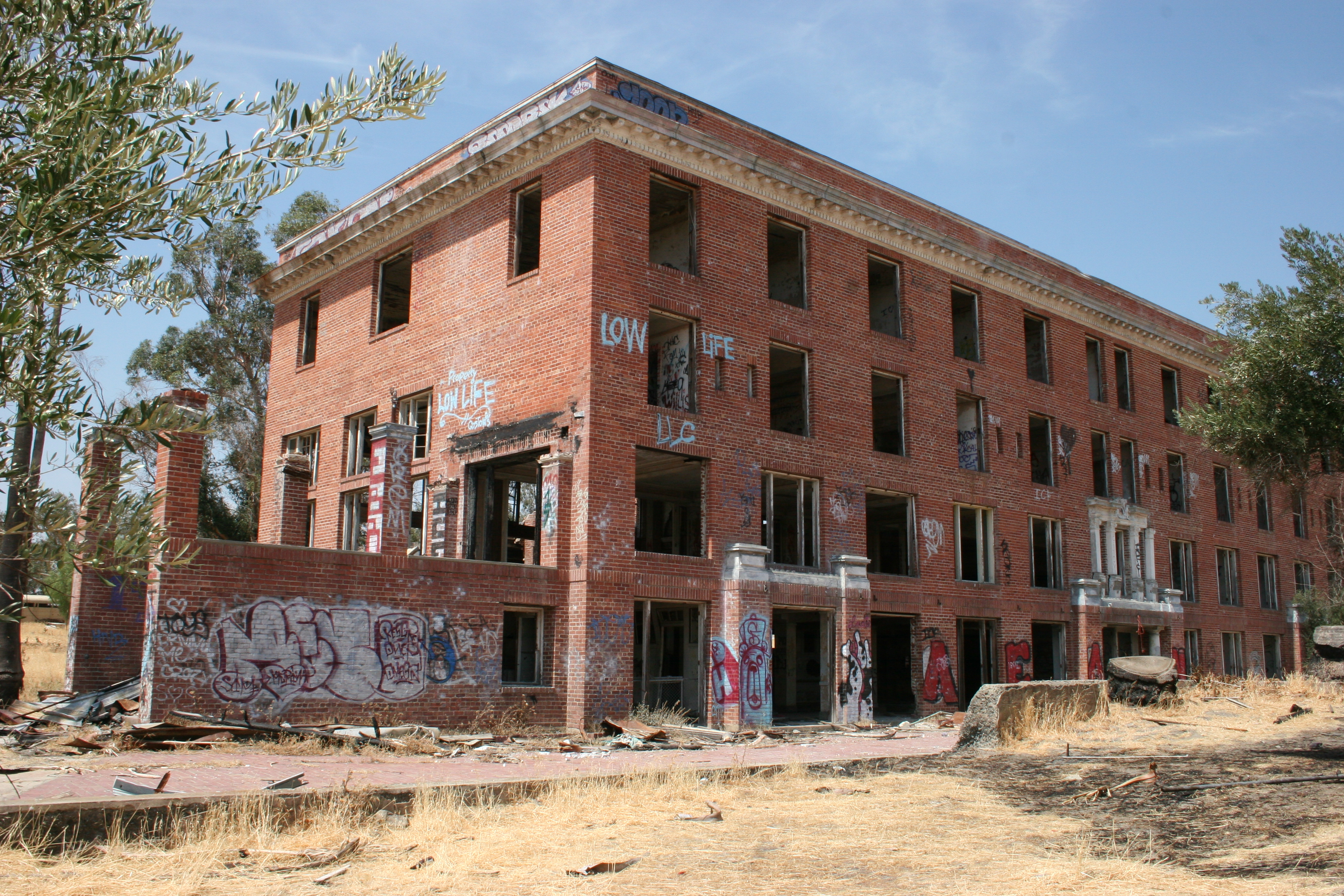
いまは廃墟となっている、かつてのトレイシー捕虜尋問所。

## トレイシー捕虜尋問所

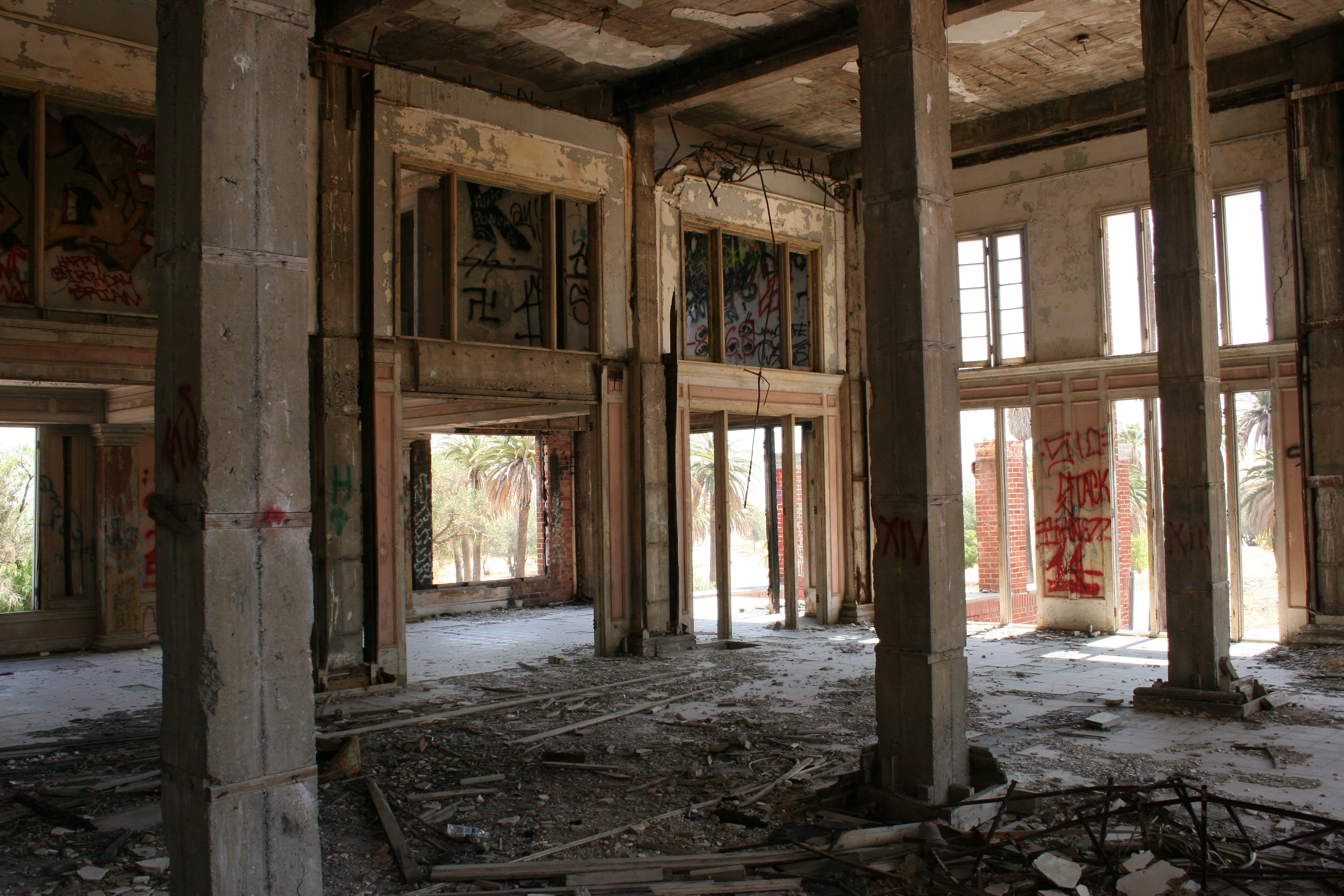
かつてのトレイシー捕虜尋問所（2008年撮影）

アメリカ本土の収容所に送られた5,000人余りの捕虜のうち、特に選別された2,342名の捕虜がトレイシーに移送され尋問を受けている。エンジェル島から東南70kmの小高い丘に囲まれたトレイシーのバイロン・ホット・スプリングス、通称「私書箱651、カリフォルニア州トレーシー」は、1930年代に天然の硫黄泉と泥風呂でクラーク・ゲーブルやチャーリー・チャップリンなどの有名人やアスリートを魅了したリゾート地であったが、1940年代には米軍にリースされ陸軍の極秘捕虜尋問所として改造された。
長らく世に知られることがなかったが、2007年、NHKの詳細な調査によるスクープ・ドキュメンタリー「秘密尋問所トレイシー～日本人捕虜が語った機密情報～」が放映され、海外でも紹介された。2004年のアブグレイル収容所の虐待スキャンダル後の処理にも関わった軍諜報員のアレックス・コービンが、イラクに対して用いられた厳しい強制尋問戦略とは全く異なり、敵国の重要な情報を収集するために第二次世界大戦中に米国が用いた捕虜尋問戦略とその記録を調査し2009年に出版した。そのソフト戦術には、日本人シェフによる「家庭料理」、捕虜がリゾートの温泉や泥風呂を使用できるようにすること、建物全体に盗聴装置を配置し、捕虜を2人部屋に収容する。ときどき捕虜を入れ替えながら会話を誘発し、地下で会話を記録することも含まれていた。

## 参考資料
- NARA: WWII Alien Enemy Detention and Internment Case Files Index